# 6151 Viget
6151 Viget este o planetă minoră (asteroid), cu un diametru de 5,27 km, din centura de asteroizi. A fost descoperită pe 19 noiembrie 1987 la observatorul Lowell⁠(d) de Edward L. G. Bowell și a fost numită după Universitatea Princeton. 
Obiectul prezintă o orbită caracterizată de o semiaxă mare de 2,2593796 UAi, o excentricitate de 0,09, o înclinație de 7,24262 ° în raport cu ecliptica.